# Candon
Candon è una città componente delle Filippine, situata nella provincia di Ilocos Sur, nella regione di Ilocos.
Candon è formata da 42 baranggay:
- Allangigan Primero
- Allangigan Segundo
- Amguid
- Ayudante
- Bagani Camposanto
- Bagani Gabor
- Bagani Tocgo
- Bagani Ubbog
- Bagar
- Balingaoan
- Bugnay
- Calaoaan
- Calongbuyan
- Caterman
- Cubcubboot
- Darapidap
- Langlangca Primero
- Langlangca Segundo
- Oaig-Daya
- Palacapac
- Paras

- Parioc Primero
- Parioc Segundo
- Patpata Primero
- Patpata Segundo
- Paypayad
- Salvador Primero
- Salvador Segundo
- San Agustin
- San Andres
- San Antonio (Pob.)
- San Isidro (Pob.)
- San Jose (Pob.)
- San Juan (Pob.)
- San Nicolas
- San Pedro
- Santo Tomas
- Tablac
- Talogtog
- Tamurong Primero
- Tamurong Segundo
- Villarica